# 玉川カルテット
玉川カルテット（たまがわカルテット）は浪曲を取り入れたボーイズスタイルの浪曲漫才グループ。小松プロモーション、ファミリーアーツを経て有限会社サンオフィス所属。
カルテットのメンバーである二葉の「♪ 金もいらなきゃ女もいらぬ、あたしゃも少し背が欲しい」のギャグがお馴染みであった。玉川一門のお家芸である任侠物を得意にする。

## 構成員
- 玉川ゆたか（たまがわ ゆたか）

初代リーダー。本名：茶間豊。1939年生まれ。神奈川県横浜市出身。1956年、3代目玉川勝太郎に入門し（初代）玉川福助を名乗った。コメディアンの玉川良一は叔父弟子にあたる。『一本刀土俵入』『吉良の仁吉』『瞼の母』等を得意とした。バラエティー番組にもピンで時折出演していた。メンバーで唯一、楽器を持っておらず、迫力ある声とメンバーを叩いてツッコむために持っていた扇子がトレードマークだった。ボーイズバラエティ協会理事長も務めた。身長160cm。1996年5月19日、肝臓ガンのため文京区の日本医科大学附属病院で死去。
- 松木ぽん太（まつき ぽんた）

三味線担当。本名松本伝、1937年生まれ。福岡県出身。幼少時からヴァイオリンを習い、続いてウッドベースもマスター。浅草常盤座専属楽団員を経て、1958年からは天津羽衣の歌謡浪曲バンド「木の実グループ」で活動。楽器は一通りこなす芸達者で、三味線の早弾きで場を盛り上げる。おかまキャラで、ネタでは必ず女性役を演じた。素通しのロイド眼鏡がトレードマーク。身長150cm。
- 二葉しげる（ふたば しげる）

ギター担当。本名：丸石一則、1939年12月6日生まれ。コミックバンドのメンバーを経て、1964年に上京し二葉百合子や4代目天中軒雲月に師事する。1965年に松浦と共に玉川ゆたかに誘われ加入。コブシ回しが売り物。メンバーの中で一番背が低く「金も要らなきゃ 女も要らぬ 私ゃも少し 背が欲しい」という一節は玉川カルテットの代名詞となっていた。身長145cm。
- 松浦武夫（まつうら たけお）

前ギター担当（甲高い声の合いの手も担当）。本名：大久保純員、1938年生まれ。長崎県出身。1964年、「あきれたトリオ」に加入し、翌年二葉と共に玉川カルテットに移籍して、天才バカボン、忍者ハットリくん似の愛敬ある風貌で人気者に。「松浦たけお」と名乗っていた時期もある。ギター演歌の節は一級品だったが、病魔に倒れ2005年頃に引退。身長150cm。
全盛期を含め、上記メンバーの期間が長く、事実上の正規メンバーである。
他メンバー
- 伊丹明（いたみ あきら）：前三味線担当。曲師の第一人者として活動中。日本浪曲協会所属。
- 仲俊二（なか しゅんじ）：ギター担当。1947年生まれ。北海道出身。前職は錦糸町のギター流しで、持ち歌に「女泣かせの錦糸町」がある。松浦の引退後に加入したが、入って1年程で脳溢血で倒れ引退。
- 玉川平助（たまがわ へいすけ）：2代目リーダー。1941年生まれ。愛知県出身。1971年、玉川カルテットに運転手兼マネージャーで採用される。曲師の吉野静の実弟。病気により引退。
- 玉川平次（たまがわ へいじ）：3代目リーダー。2010年加入。元マネージャー。
- 玉川玉太郎（たまがわたまたろう）：4代目リーダー。2011年加入。玉川カルテットのメンバーとして活動する場合の名義である。
- 上原和（うえはら かず）：ギター担当。1961年生まれ。2007年に仲俊二の後任として加入。
- 玉川平太朗：5代目リーダー。玉川ゆたかの弟子。2013年に加入。

## 来歴
1961年に3代目玉川勝太郎門下の玉川ゆたかが、夫婦浪曲漫才コンビ「玉川兄弟」を結成。1962年に伊丹明が加入し「玉川トリオ」となる。間もなく伊丹が脱退し、天津羽衣門下から松木ぽん太が加入。1965年に二葉しげるが加入し「玉川カルテット」が成立。同年「あきれたトリオ」（後のあきれたダンディーズ）から松浦武夫が加入し、入れ替わりで玉川ゆたか夫人が脱退。
1996年にリーダーのゆたかが死去。グループ解散の危機に瀕するも、同年6月に運転手兼マネージャーの平助を形式上の新リーダーに昇格させ、活動存続。
1998年に大瀧詠一のプロデュースで『列島どっきり宅配便』（テレビ東京系）の番組テーマ曲『玉カルのアンアン小唄』をリリース。22年振りの新曲だった。
2005年に松浦が病に倒れ脱退。同年4月に仲が加入。
2007年に病弱の仲と入れ替わりで、上原が加入。
2010年に病気の平助と入れ替わりで、平次が加入。
2011年に玉太郎（イエス玉川）が新リーダーとなる。
2013年に玉太郎が脱退、ゆたかの弟子の平太朗を新リーダーに迎え再出発。
2013年に横浜にぎわい座にて「玉川カルテット最後の公演」を行い解散。 イエス玉川が2月に抜けたことにより、このメンバーでの玉川カルテットの活動は最後ということであり、3月からは新リーダー、玉川平太郎が加入し、従来通り玉川カルテットとして全国各地で活動している。現在は株式会社ファミリーアーツが営業窓口となっている。 この件に関して、他のメンバーがイエス玉川（玉川玉太郎）に知らせずに他の人物をリーダーにしたてて営業をしていたことに対し玉川一門と玉川本家が無断名義使用と抗議し「玉川」の名跡を預かる玉川勝太郎とトラブルになったとのことである。

## 出演番組
- 天才・たけしの元気が出るテレビ!!（NTV）
- BSふれあいホール お楽しみ寄席（NHK）
- 笑いがいちばん（NHK）
- ひらけ!ポンキッキ（フジテレビ） - 「なぞなぞ」をテーマにしたアニメで歌を歌う。
- 週間漫画ゲラゲラ45（テレビ朝日） - 「元気一発!ハッ鶴マン」OPに登場し、歌を歌う。

## 受賞歴
- 1975年　放送演芸大賞 ボーイズ部門